# Усталостная прочность
Уста́лостная про́чность — свойство материала не разрушаться с течением времени под действием изменяющихся рабочих нагрузок.
В большинстве случаев это циклические нагрузки. Разрушение происходит из-за появления микроразрушений, их накопления, затем объединения в одно макроразрушение. Накопление микроповреждений называют усталостью материала, а усталостная прочность тогда есть способность материала не «уставать» и держать нагрузку. Для каждого материала существует предел усталостной прочности, который значительно меньше его предела прочности. Предел усталостной прочности предполагает возможность выдерживать нагрузки бесконечное число циклов, что в жизни, конечно же, недостижимо, однако усталостная кривая для максимально допустимых напряжений после прохождения предела усталостной прочности значительно выпрямляется.
На усталостную прочность влияют не только число циклов и величина действующей нагрузки, но и амплитуда напряжений в материале, возникающая в результате действующей переменной во времени нагрузки. Таким образом, в некоторых случаях, для определения усталостной прочности необходимо брать амплитуду изменения напряжения, а не максимально зафиксированное напряжение по модулю. На усталостную прочность влияют такие факторы, как: эффективный коэффициент концентрации напряжений, масштабный фактор, фактор поверхности.
При решении задач на усталостную прочность обычно определяют коэффициент запаса усталостной прочности.
В твёрдых и стеклообразных телах усталостная прочность понижена из-за накопления дефектов при деформациях. В жидкости дефекты не накапливаются или скоро релаксируют, поэтому, например, у содержащих сок веток деревьев усталостная прочность высокая — они могут очень долго раскачиваться под действием не слишком сильного ветра.
С точки зрения количества циклов, которое способен воспринять нагружаемый элемент конструкции, различают малоцикловое нагружение (в зависимости от конкретного материала, от нескольких сотен циклов до нескольких тысяч), средние циклы (порядка ста тысяч циклов) и циклы на бесконечности (от миллиона циклов и выше). Малоцикловое нагружение считается наиболее сложным и опасным видом нагружения, поскольку в некоторых случаях может приводить к значительному упрочнению материала в поверхностных и глубинных слоях и последующему перенаклёпу с образованием трещин и хрупкому разрушению.